# جوئل اجرتون
جوئل اجرتون (انگلیسی: Joel Edgerton؛ زاده ۲۳ ژوئن ۱۹۷۴) یک هنرپیشه، کارگردان، نویسنده، تهیه کننده و فیلم ساز اهل استرالیا است. وی از سال ۱۹۹۵ میلادی تاکنون مشغول فعالیت بوده‌است. برادر بزرگتر وی که نش اجرتون نام دارد نیز بازیگر است. او بخاطر بازی در فیلم گَتسبی بزرگ فیلمی در ژانر درام عاشقانهٔ تاریخی با لئوناردو دی‌کاپریو  همبازی شد و خوش درخشید و کاندیدای جایزه اسکار شد.

## فیلم‌شناسی
سینما:
| نام فیلم                                 | سال تولید | توضیحات |
| ---------------------------------------- | --------- | ------- |
| بارگذاری                                 | ۱۹۹۶      |         |
| مسابقه با خورشید                         | ۱۹۹۶      |         |
| هرگز به من نگو هرگز                      | ۱۹۹۸      |         |
| ستودن                                    | ۱۹۹۸      |         |
| Bloodlock                                | ۱۹۹۸      |         |
| Dogwatch                                 | ۱۹۹۹      |         |
| پادشاهان ارسکینویل                       | ۱۹۹۹      |         |
| Secret Men's Business                    | ۱۹۹۹      |         |
| The Three Stooges                        | ۲۰۰۰      |         |
| Sample People                            | ۲۰۰۰      |         |
| ۲۰۰۰                                     | ۲۰۰۰      |         |
| بازگشت ساتورن                            | ۲۰۰۱      |         |
| The Pitch                                | ۲۰۰۰      |         |
| حرف سخت                                  | ۲۰۰۲      |         |
| جنگ ستارگان اپیزود دوم: حمله کلون‌ها      | ۲۰۰۲      |         |
| شبی که یک روز صدایش کردیم                | ۲۰۰۳      |         |
| ند کلی                                   | ۲۰۰۳      |         |
| آرتور شاه                                | ۲۰۰۴      |         |
| چکمه‌های غیرعادی                          | ۲۰۰۵      |         |
| جنگ ستارگان اپیزود سوم: انتقام سیت       | ۲۰۰۵      |         |
| اکتشافات جغرافیایی اسرارآمیز جاسپر مورلو | ۲۰۰۵      |         |
| آس‌های دودی                               | ۲۰۰۶      |         |
| پنجره باز                                | ۲۰۰۶      |         |
| عنکبوت                                   | ۲۰۰۷      |         |
| کمان زنبورکی                             | ۲۰۰۷      |         |
| Whisper                                  | ۲۰۰۷      |         |
| ۹٫۹۹ دلار                                | ۲۰۰۸      |         |
| مربع                                     | ۲۰۰۸      |         |
| پدر                                      | ۲۰۰۸      |         |
| آکولیت                                   | ۲۰۰۸      |         |
| شهر انتظار                               | ۲۰۰۹      |         |
| شهر جدایی                                | ۲۰۰۹      |         |
| افسانه محافظان: جغدهای گاهول             | ۲۰۱۰      |         |
| قلمرو حیوانات                            | ۲۰۱۰      |         |
| مبارز                                    | ۲۰۱۱      |         |
| موجود                                    | ۲۰۱۱      |         |
| کاش اینجا بودی                           | ۲۰۱۲      |         |
| زندگی عجیب تیموتی گرین                   | ۲۰۱۲      |         |
| سی دقیقه پس از نیمه‌شب                    | ۲۰۱۲      |         |
| گتسبی بزرگ                               | ۲۰۱۳      |         |
| شرارت                                    | ۲۰۱۳      |         |
| ولگرد                                    | ۲۰۱۴      |         |
| خروج: خدایان و پادشاهان                  | ۲۰۱۴      |         |
| زندگی                                    | ۲۰۱۵      |         |
| جین اسلحه دارد                           | ۲۰۱۵      |         |
| ویژه نیمه‌شب                              | ۲۰۱۵      |         |
| عشاء ربانی سیاه                          | ۲۰۱۵      |         |
| هدیه                                     | ۲۰۱۵      |         |
| لاوینگ                                   | ۲۰۱۶      |         |
| در شب می‌آید                              | ۲۰۱۷      |         |
| درخشان                                   | ۲۰۱۷      |         |
| گنجشک سرخ                                | ۲۰۱۸      |         |
| گرینگو                                   | ۲۰۱۸      |         |
| پسر پاک شد                               | ۲۰۱۸      |         |
| پادشاه                                   | ۲۰۱۹      |         |
| شوالیه سبز                               | ۲۰۲۱      |         |
| غریبه                                    | ۲۰۲۲      |         |
| سیزده جان                                | ۲۰۲۲      |         |
| استاد باغبان                             | ۲۰۲۲      |         |
| پسران قایق‌سوار                           | ۲۰۲۳      |         |
| قطار رویاها                              | ۲۰۲۵      |         |
| طاعون                                    | آینده     |         |